# Битва при Катасиртах
Битва при Катасиртах (греч. Κατασυρταί) — произошла осенью 917 года, вскоре после разгромной болгарской победы при Ахелое, близ деревни с тем же названием неподалёку от византийской столицы — Константинополя. Итогом сражения стала победа болгар.

## Предыстория
С начала 917 года обе стороны готовились к решающим действиям. Византийцы пытались создать коалицию против Болгарии, но их усилия провалились из-за стремительной реакции болгарского правителя Симеона I. Тем не менее, византийцам удалось собрать огромную армию, которая была решительно разбита при Ахелое.

## Сражение
Пока победоносная болгарская армия двигалась на юг, византийский военачальник Лев Фока Старший, уцелевший при Ахелое, прибыл морем в Константинополь и собрал остатки византийских войск, чтобы перехватить врага до его подхода к столице. Сражение произошло возле деревни Катасирты за пределами города, и после ночного боя византийцы были полностью разгромлены с поля боя.

## Последствия
Оставшиеся византийские военные силы были практически уничтожены, и путь к Константинополю оказался открыт. Однако на западе вспыхнуло сербское восстание, и болгары решили сперва обезопасить свой тыл, что дало византийцам драгоценное время на восстановление.